# Хозцы
Хозцы — деревня в Козельском районе Калужской области. Входит в состав сельского поселения «Деревня Дешовки».

## География
Деревня находится на расстоянии примерно 10 км к юго-западу от города Козельск, административного центра района.

### Часовой пояс
Деревня Хозцы, как и вся Калужская область, находится в часовой зоне МСК (московское время). Смещение применяемого времени относительно UTC составляет +3:00.

## История
По данным переписной книги 1709 года крестьяне села принадлежали Петру Петровичу Воейкову. В то время село входило в состав Жиздренского стана Козельского уезда. В селе действовал храм Покрова Пресвятой Богородицы, ныне находящийся в полуразрушенном состоянии. В приход Покровского храма входило село Хозцы, деревни Волковынка, Дубновичи, Клюксы и хутор Курган.

## Население
| 2002 | 2010 |
| ---- | ---- |
| 15   | ↘0   |